# Antoine Andrews
Antoine Andrews (* 12. April 2003 in Nassau) ist ein bahamaischer Leichtathlet, der sich auf den 110-Meter-Hürdenlauf spezialisiert hat und aktuell Inhaber des Landesrekordes ist.

## Sportliche Laufbahn
Erste internationale Erfahrungen sammelte Antoine Andrews im Jahr 2021, als er bei den U20-NACAC-Meisterschaften in San José in 14,27 s die Goldmedaille über 110 m Hürden gewann. Anschließend schied er bei den U20-Weltmeisterschaften in Nairobi mit 14,08 s in der ersten Runde aus. Im Jahr darauf belegte er bei den CARIFTA Games 2022 in Kingston in 48,35 s den sechsten Platz im 400-Meter-Lauf in der U20-Altersklasse und gewann im Hürdensprint in 13,91 s die Bronzemedaille. Zudem wurde er mit der bahamaischen 4-mal-400-Meter-Staffel in 3:14,56 min Vierter. Anschließend siegte er in 13,23 s über 110 m Hürden bei den U20-Weltmeisterschaften in Cali und verpasste dort mit der 4-mal-100-Meter-Staffel mit 40,09 s den Finaleinzug. Anschließend wurde er bei den NACAC-Meisterschaften in Freeport in 39,42 s Vierter im Staffelbewerb. Im selben Jahr begann er ein Studium an der Texas Tech University in den Vereinigten Staaten. 2023 gewann er bei den U23-NACAC-Meisterschaften in San José in 13,57 s die Silbermedaille über 110 m Hürden hinter dem US-Amerikaner Connor Schulman und mit der Staffel sicherte er sich in 39,59 s die Silbermedaille hinter dem jamaikanischen Team. Im Jahr darauf stellte er in Nassau mit 13,34 s einen neuen Landesrekord auf und qualifizierte sich über die Weltrangliste für die Olympischen Sommerspiele in Paris, bei denen er mit 13,43 s im Halbfinale ausschied.
2024 wurde Andrews bahamaischer Meister im 110-Meter-Hürdenlauf.

## Persönliche Bestzeiten
- 100 Meter: 10,39 s (+0,2 m/s), 5. Februar 2022 in Nassau
  - 60 Meter (Halle): 6,57 s, 23. Februar 2024 in Lubbock
- 200 Meter: 20,65 s (+1,6 m/s), 12. April 2024 in Gainesville
- 110 m Hürden: 13,34 s (−0,6 m/s), 27. Juni 2024 in Nassau (bahamaischer Rekord)
  - 60 m Hürden (Halle): 7,59 s, 10. Februar 2023 in Lubbock